# Lago Tahoe
El lago Tahoe es un gran lago de agua dulce ubicado en la parte occidental de los Estados Unidos. Se encuentra en Sierra Nevada, en la frontera entre California y Nevada.
El lago tiene fama por su agua muy limpia y transparente, así como por el panorama de montañas en todas las direcciones. A la región donde se ubica se le llama simplemente Tahoe y es conocida como un centro de esquí, deportes de verano e incluso casinos. Obtiene su agua de un total de 63 tributarios, que drenan una cuenca de extensión similar a la del propio lago. El lago desagua a través del río Truckee, que fluye en dirección norte, atraviesa Reno y desemboca en el lago Pyramid. Su extensión máxima es 35 km de largo y 19 km de ancho, su superficie es 495 km². Su profundidad media es de 301 m y máxima de 501 m. Tiene un volumen de agua de 151 km³. Tiene una costa de 114 km y está situado a una altitud de 1.899 m.
Las principales ciudades a su alrededor son South Lake Tahoe, Truckee y Tahoe City en California y Carson City, Reno y Stateline en Nevada.
El lago Tahoe aparece en la película El padrino II, X-Men 2 y 3 y en la serie Bonanza.

## Galería de imágenes

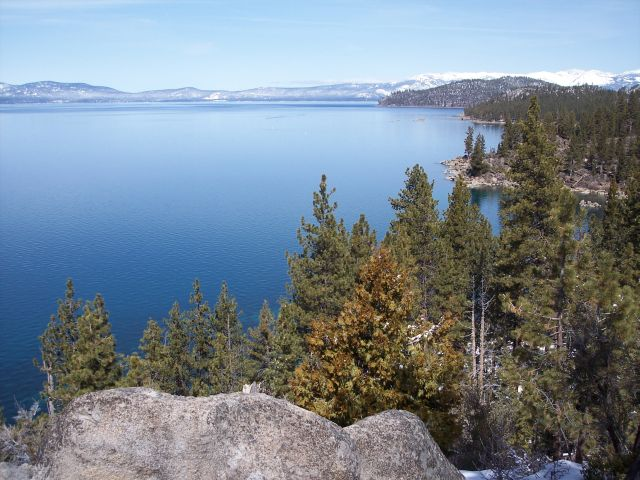
Vista del lago desde la orilla oriental (en Nevada)
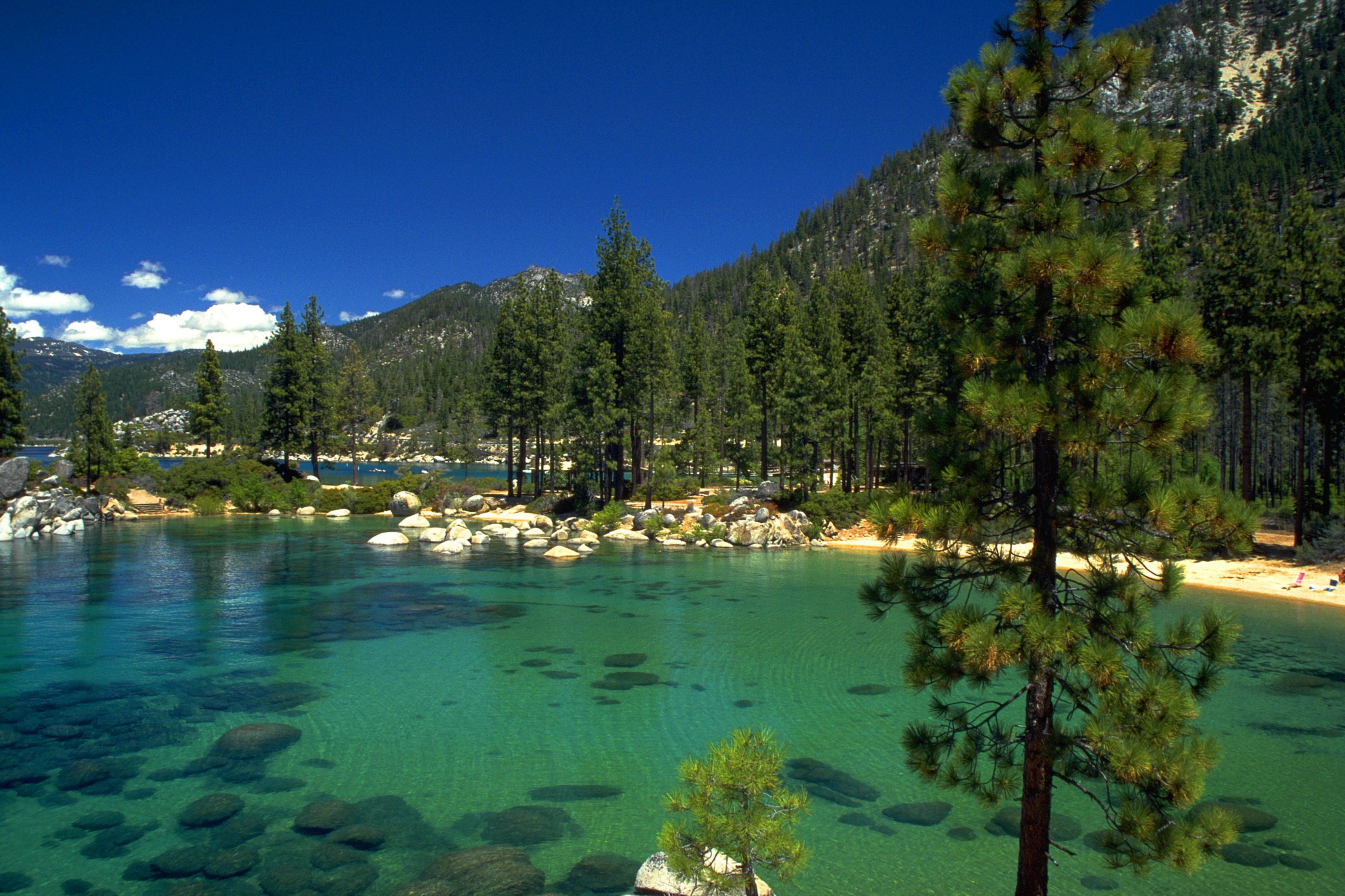
Aguas cristalinas del Lago Tahoe
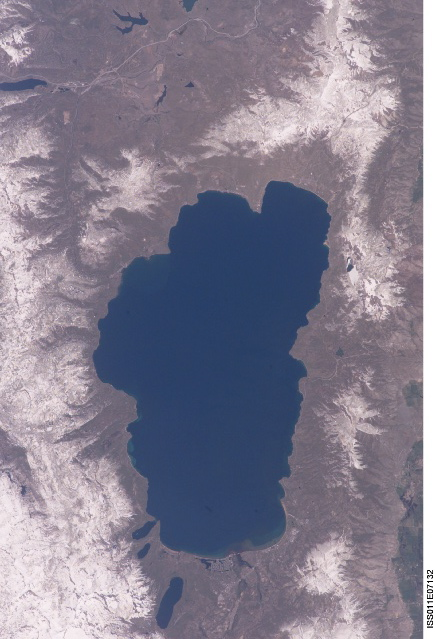
Vista satelital del lago Tahoe